# Herón (escultura)
Herón es una escultura urbana de José Luis Sánchez Fernández de 1975, situada al pie de las Torres de Colón, la plaza de Colón con vuelta a la calle de Génova de Madrid, España.

## Descripción
Esta escultura urbana consiste en un juego de volúmenes realizados en bronce y colocados sobre un pedestal de piedra. La obra fue encargada por el autor del edificio, el arquitecto Antonio Lamela. La obra fue fundida por módulos a la arena sobre modelo de resina de poliéster. Costó 1 750 000 pesetas (unos 10 500 euros) de la época. La pieza está colocada sobre un pedestal del mismo material que el suelo, que en realidad enmascara un respiradero de ventilación de la planta sótano.
Tiene un diseño cuidado y proporcionado, pero el paso del tiempo está haciendo mella en la obra. En el ángulo izquierdo de su parte trasera, se aprecia junto a la base la firma del escultor resaltada en bronce: «José Luis Sánchez / 1975», e inmediatamente debajo el sello «FUNDIDO POR / CODINA HNOS».
La denominación Herón de la escultura no se debe a un homenaje a Herón de Alejandría, el sabio ingeniero griego, descubridor del principio de acción-reacción o de las leyes de la reflexión, sino a la denominación de la compañía que durante un tiempo fue propietaria de las Torres.